# Vabalat
Luci Juli Aureli Septimi Vabalat Atenodor, conegut simplement com a Vabalat (llatí: Vabalathus, grec antic: Οὐαβαλλάθος; arameu palmirià: ; àrab: وَهْبُ اللَّات, Wahb Allāt, ‘regal de [la deessa] Al·lat’), va ser rei de Palmira.
El seu pare Odenat, també rei de Palmira i considerat per Trebel·li Pol·lió un dels Trenta Tirans, estava casat amb la reina Zenòbia i va morir l'any 267 assassinat pel seu cosí o nebot Meoni, potser amb coneixement de Zenòbia. Llavors Vabalat tenia molt pocs anys i encara que va ser nomenat successor i rei (rex consul imperator dux Romanorum, «il·lustre rei de reis» i corrector totius orientis) la seva mare en va assumir la regència. Trebel·li Pol·lió diu que Zenòbia va exercir la regència en nom (també) dels altres fills, Herennià i Timolau, que segurament eren més petits. Zenòbia va engrandir el regne de Palmira cap a Síria, Palestina i Anatòlia.
Les monedes o medalles que s'han trobat porten la inscripció «IMP. C. VABALATHUS AUG.» o «ΑΥΤ.ΟΥΑΒΑΛΛΑΘΟΞ.ΞΕΒ», i la imatge i títols d'Aurelià al revers. Algunes monedes porten altres signes o paraules el significat de les quals no és prou clar, per exemple «VABALATHUS. VCRIMDR» (abreviació de significat desconegut) o «ΑΥΤ.ΞΡΩΙΑΞ.ΟΥΑΒΑΛΛΑΘΟΞ.ΑΘΗΝΟΥ», «Α.ΞΡΙΑΞ.ΟΥΑΒΑΛΛΑΘΟΞ.ΑΘΗΝΥ» o «ΑΥΤ.Κ.ΟΥΑΒΑΛΛΑΘΟΞ.ΑΘΗΝΟ.ΞΕΒ». Una moneda mostra dos caps coronats de llorers, un d'un home amb barba i l'altre d'un noi amb la llegenda: «ΑΥΡΗΛΙΑΝΟΞ.ΑΘΗΝΟΔΩΡΟΞ».
Inicialment l'emperador Aurelià va reconèixer a Vabalat, ja que es volia ocupar preferentment del conflicte amb l'Imperi de les Gàl·lies. Després Vabalat i la seva mare van agafar el títol d'augusts.
Aurelià va conquerir Palmira l'any 272 i 273. Vabalat i la seva mare van ser portats presoners a Roma. Segons Zòsim, Vabalat va morir camí de la capital imperial, encara nen.